# Mojo (chanson)
Mojo est le premier single de l'album Îl, de -M-.
Il a été dévoilé sur les ondes et les plateformes de téléchargement le 3 septembre 2012.
Titre énergique et rock, écrit et réalisé par Matthieu Chedid, Dorion Fiszel et Brad Thomas Ackley lors d'un séjour dans le désert de Joshua Tree en Californie.
Il a fait l'objet d'un clip, réalisé par Beryl Koltz et dévoilé le 3 octobre 2012. La simplicité des paroles et leur manque de sens, la chorégraphie presque enfantine présentée dans le clip ou les lunettes sur-dimensionnées portées dans ce court-métrage par -M- et ses musiciens sont autant d'allusions mordantes qui tournent en dérision le sex-appeal, le star-système et le marketing viral aujourd'hui au cœur de l'industrie musicale.
On note également la présence de Thomas Dutronc.
En 2020, pendant le confinement dû à la pandémie de Covid-19, un remix est enregistré avec le groupe Deluxe.